# ツノマタゴケ
ツノマタゴケ（角叉苔、Evernia prunastri）は、ウメノキゴケ科の地衣類。オークモス（oakmoss）とも呼ばれ、香水をはじめ香粧品の原料として利用される。また、地衣体をアンモニアで処理して得られる色素（オルセイン）は地衣染めに利用され、羊毛をプルーン（セイヨウスモモ、prune）のような色に染めることができる（‘prunastri’の語源）。

## 特徴
樹状地衣類と葉状地衣類の中間型で、地衣体は扁平で背腹性がある。地衣体の長さは3から4cmあるいはそれ以上。二叉分枝を繰り返しながら成長し、先端の形が紅藻類のツノマタに似るのでこの名がある。はじめは直立ないし斜上するが、成長するにつれて垂れ下がるようになる。地衣体の裂片の縁に粉芽が生じ、これがソラリア（粉芽塊）を形成する。ヨーロッパナラなど主に落葉広葉樹の幹や枝に着生するが、針葉樹に着生することもある。乾燥時には灰緑色、湿潤時にはオリーブ色から黄緑色を呈する。地衣成分としてアトラノリン（アトラノール）、クロロアトラノリン（クロロアトラノール）、エベルン酸、ウスニン酸などを含む。中央及び南ヨーロッパ、北アフリカ、東アジア、北アメリカなど北半球の温帯域の山地に広く分布し、日本では北海道に産する。

## 利用
ツノマタゴケがいつごろから香料として用いられたかは明らかでないが、1693年にフランスの調香師、シモン・バルブ（Simon Barbe）が著した“Le Parfumeur François”（1699年に“Le Parfumeur Royal”に改題）にはオークモスの髪粉（Poudre de mousse de Chesne、別名：シープル）の処方が記載されている。また、1809年にベルトラン（C.F. Bertrand）が著した“Le Parfumeur Impérial”には‘Eau de Chypre’（香水）と ‘Poudre de Chypre’（髪粉）の処方が記載されているが、後者はオークモスをベースとしているのに対し、前者では用いられておらず、「シープル」を名乗る香水の製造にはまだオークモスが利用されていなかったと考えられる。一方、オークモスを利用した香水としては、1792年にミューレンス社で世界最初のオーデコロンである‘4711 (original)’の製造が開始された。
やがて、香水としての「シープル」の製造にもオークモスが利用されるようになり、1840年にゲラン社から‘Chypre’、1856年にピノー社から ‘Chypre’、1893年にロジェ・ガレ社から ‘Chypre Royale’、1909年にゲラン社から‘Chypre de Paris’が発売されたが、オークモスを用いた新しい処方を確立し、シプレー（シプレ、シープル）系の原点となったのは、1917年にコティ社から発売された‘Chypre (Chypre de Coty)’である。その後、シプレー系として‘Mitsouko (original)’（ゲラン社、1919年）、‘Femme (original)’（ロシャ社、1944年）、‘Miss Dior (original)’（ディオール社、1947年）、‘Intimate’（レブロン社、1955年）、‘Cabochard’（グレ社、1959年）、‘Eau Sauvage (original)’（ディオール社、1966年）など多くの香水が発売されているほか、‘Chanel No. 5 (original)’（シャネル社、1921年）をはじめ、シプレー系以外の多くの香水もオークモスを原料としている。
オークモスのアレルギー誘発性は以前から知られており、その軽減が研究されてきた。